# Owan West
Owan West es una localidad del estado de Edo, en Nigeria, con una población estimada en marzo de 2016 de 129 800 habitantes.
Se encuentra ubicada al sur del país, a poca distancia al oeste del delta del Níger y al norte del golfo de Guinea.